# Norimasa Kaeriyama
Norimasa Kaeriyama (帰山教正, Kaeriyama Norimasa) est un théoricien du cinéma et réalisateur japonais né le 1er mars 1893 et mort le 6 novembre 1964.

## Biographie
Norimasa Kaeriyama a réalisé plus de vingt films et écrit une quinzaine de scénarios entre 1919 et 1926.

## Filmographie
- 1919 : L'Éclat de la vie (生の輝き, Sei no kagayaki?)

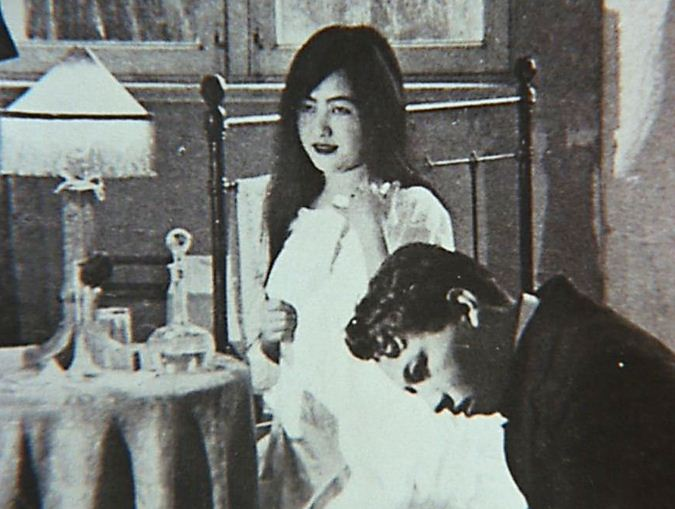
Harumi Hanayagi et Minoru Murata dans L'Éclat de la vie (1919).

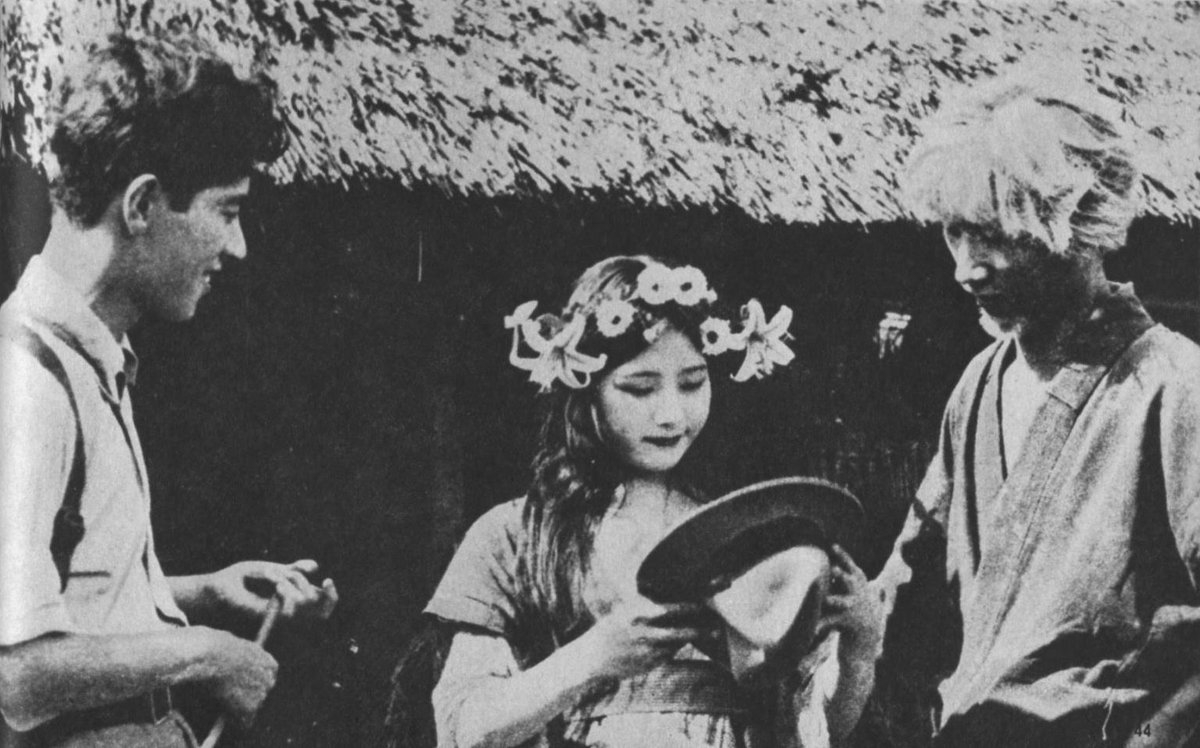
De g. à d. :, Harumi Hanayagi et dans La Fille de la montagne profonde (1919).

- 1919 : La Fille de la montagne profonde (深山の乙女, Miyama no otome?)
- 1920 : La Femme rêvée (幻影の女, Gen'ei no onna?)
- 1920 : Shiragiku monogatari (白菊物語?)
- 1920 : Kohan no kotori (湖畔の小鳥?)
- 1920 : Saraba seishun (さらば青春?) co-réalisé avec Iyokichi Kondō (ja)
- 1921 : Fumetsu no noroi (不滅の呪?)
- 1921 : Higeki ni naru made (悲劇になる迄?)
- 1921 : Ai no mukuro (愛の骸?)
- 1922 : Jindai no bōken (神代の冒険?)
- 1923 : Onobu-chan no koi (お信ちゃんの恋?)
- 1923 : Chichi yo izuko e (父よ何処へ?)
- 1924 : Ai no kyoku (愛の曲?)